# Friedrich Wilhelm Ludwin Mäckler

Stammbuch der Familie Mäckler

Friedrich Wilhelm Ludwin Mäckler (* 25. September 1852 in Koblenz; † 18. Dezember 1913 in Köln-Nippes) war ein deutscher Architekt und kommunaler Baubeamter, der von 1886 bis 1913 zunächst als Stadtbaumeister und später als Stadtbaurat der Stadt Koblenz wirkte.

## Leben

### Herkunft
Die Herkunft der Familie Mäckler ist bisher durch schriftliche Dokumente nicht belegt. Laut Familienüberlieferung kam der älteste Ahnherr auf der Suche nach Arbeit aus Schlesien beziehungsweise Obersachsen, dem heutigen Sachsen, an den Rhein. Eine andere Nachricht spricht von einer Zuwanderung aus Tirol oder Südtirol. In jedem Fall handelte es sich um Baufachleute, die zunächst beim Wiederaufbau der nach 1800 von den französischen Besatzungstruppen bei ihrem Abzug gesprengten Barockfestung Ehrenbreitstein Arbeit gefunden hatten. Spätere Generationen hatten nicht nur handwerkliche Fähigkeiten, sie waren sogar Baumeister und Architekten, und schließlich auch Bauunternehmer.

### Familiennamen
Die Frage der richtigen Schreibweise des Familiennamens (Mäckler, Maeckler, Meckler) lässt sich nicht eindeutig beantworten. Selbst der Königliche und Stadt-Baurat hat seinen eigenen Familiennamen im Laufe seines Lebens zeitweise verändert – und sogar in einem noch vorhandenen Dokument in zwei verschiedenen Schreibweisen verwendet (Mäckler und Maeckler).
Familiäre Beziehungen zu weiteren Familien mit dem Namen Mäckler (aus denen auch mehrere bekannte Architekten hervorgegangen sind) in der nahe Koblenz gelegenen Stadt Vallendar, konnten bisher nicht nachgewiesen werden.

### Vorfahren
Aus der Familie Friedrich Wilhelm Ludwin Mäcklers wurde besonders der Urgroßvater Johann Meckler bekannt, da er als Maurermeister und Bauunternehmer (nach Plänen von Peter Joseph Krahe) in nur sieben Monaten das noch heute bestehende Koblenzer Stadttheater erbaute. Der Großvater Johann Castor Meckler (1788–1831), ebenfalls Mauermeister und Bauunternehmer, wurde wiederum mit Arbeiten am Koblenzer Stadttheater betraut. Der Vater Johann Anton Maeckler (1820–1886) war ebenfalls Maurermeister, dazu auch Zimmerermeister, schließlich sogar Bauunternehmer und zudem Stadtverordneter. Großformatige Gemälde des Vaters sowie der Mutter (vom Maler Friedrich Caspar Heising) befinden sich seit 1967 als Legat der Familie im Mittelrhein-Museum Koblenz.

### Ausbildung und eigene Familie
Zunächst besuchte Mäckler eine Volksschule in der Koblenzer Altstadt und wechselte dann auf das Königliche Gymnasium der Stadt, wo er im Herbst 1873 das Abitur bestand. Anschließend war er – wahrscheinlich als Vorbereitung für ein späteres Studium – für ein Jahr im Büro des Koblenzer Bauinspektors Hermann Cuno tätig. Ab Herbst 1874 studierte er an der Berliner Bauakademie und legte dort im Februar 1878 das Staatsexamen nach beiden Fachrichtungen ab, womit er sich die Qualifikation als Bauführer für Hoch- und Ingenieurbau erwarb. Von 1879 bis 1881 folgte eine zweijährige Dienstzeit im staatlichen Bereich, in der er mit dem Neubau von Kasernen in Brandenburg an der Havel betraut war. Die Zweite Staatsprüfung legte er Ende 1884 oder Anfang 1885 ab, in der Folge wurde er am 17. Januar 1885 zum Regierungsbaumeister (Assessor im öffentlichen Bauwesen) ernannt. Von 1885 bis 1886 war er Mitarbeiter des Garnison-Bauinspektors Heckhoff in Trier und dabei mit der Projektierung von Kanalisationsarbeiten von Kasernen, Entwässerung und Wasserleitungsbau beauftragt.
Friedrich Wilhelm Ludwin Mäckler heiratete Maria Mathilde Henriette Fastnagel (1863–1914) aus Koblenz. Aus der Ehe stammten die vier Kinder: Rudolf Herbert Maria Mäckler, Forstassessor (gefallen im Ersten Weltkrieg), Auguste Maria Magdalena Mäckler (Fürsorgerin, unverheiratet), Johann Georg Maria Mäckler (Feldhilfsarzt, gefallen im Ersten Weltkrieg) und Anna Maria Agnes (genannt Annemarie) Mäckler (Sozialhelferin, später verheiratet mit Rudolf Otto Kaspar Maywald, Amtsgerichtsrat, gefallen im Zweiten Weltkrieg). Durch Fehlen männlicher Nachkommen ist diese Linie Mäckler in Koblenz ausgestorben.
Friedrich Wilhelm Ludwin Mäckler erlag am 18. Dezember 1913 einer unheilbaren Krankheit. Seine Bestattung erfolgte in der großen, wohl von ihm erbauten Familiengruft, auf dem Koblenzer Hauptfriedhof, die heute als Ehrengrab im Besitz der Stadt Koblenz ist.

## Berufliche Tätigkeiten in Koblenz
Zum 1. Juli 1886 hatte die Stadt Koblenz die Stadtbaumeister-Stelle neu ausgeschrieben. Auch F. W. L. Mäckler dürfte sie während seiner Trierer Tätigkeit als Regierungsbaumeister gelesen und sich daraufhin in Koblenz beworben haben. Aufgrund hervorragender Beurteilungen wurde er tatsächlich – obwohl gerade erst 34 Jahre alt – in die engere Wahl gezogen und schließlich sogar gewählt. Zum 1. Juli 1886 wurde er somit Angestellter der Stadt Koblenz auf Kündigung mit der Dienstbezeichnung Stadtbaumeister. Zum 1. April 1889 erfolgte dann die endgültige Anstellung auf Lebenszeit. Durch Beschluss der Stadtverordnetenversammlung erhielt er später den Titel Stadtbaurat. Sein Gehalt war aufgrund des umfangreichen Aufgabenbereichs zuletzt sogar das zweithöchste der Stadt, noch vor dem Ersten Beigeordneten.

## Bauten

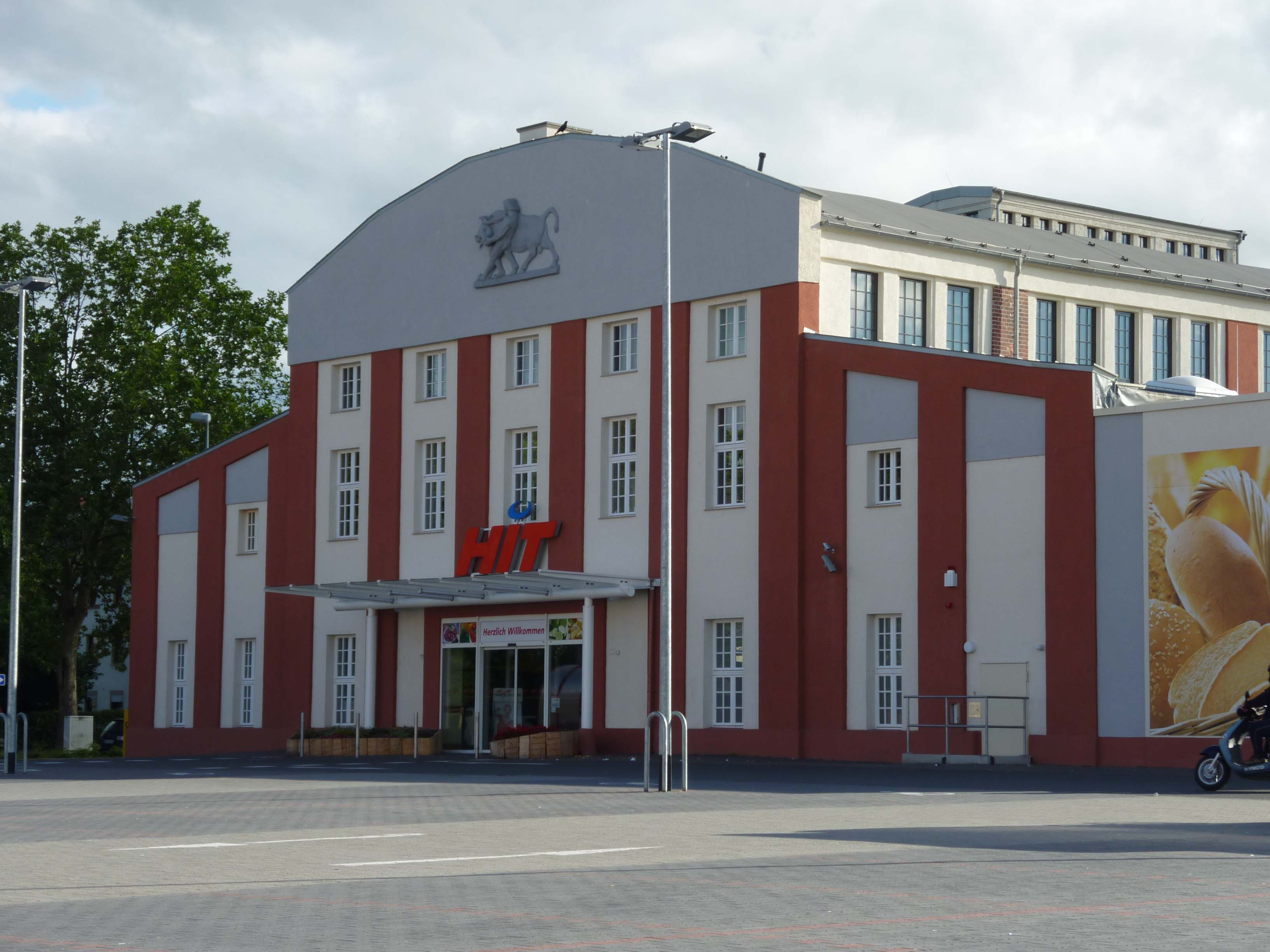
Ehemaliger Schlachthof, Koblenz

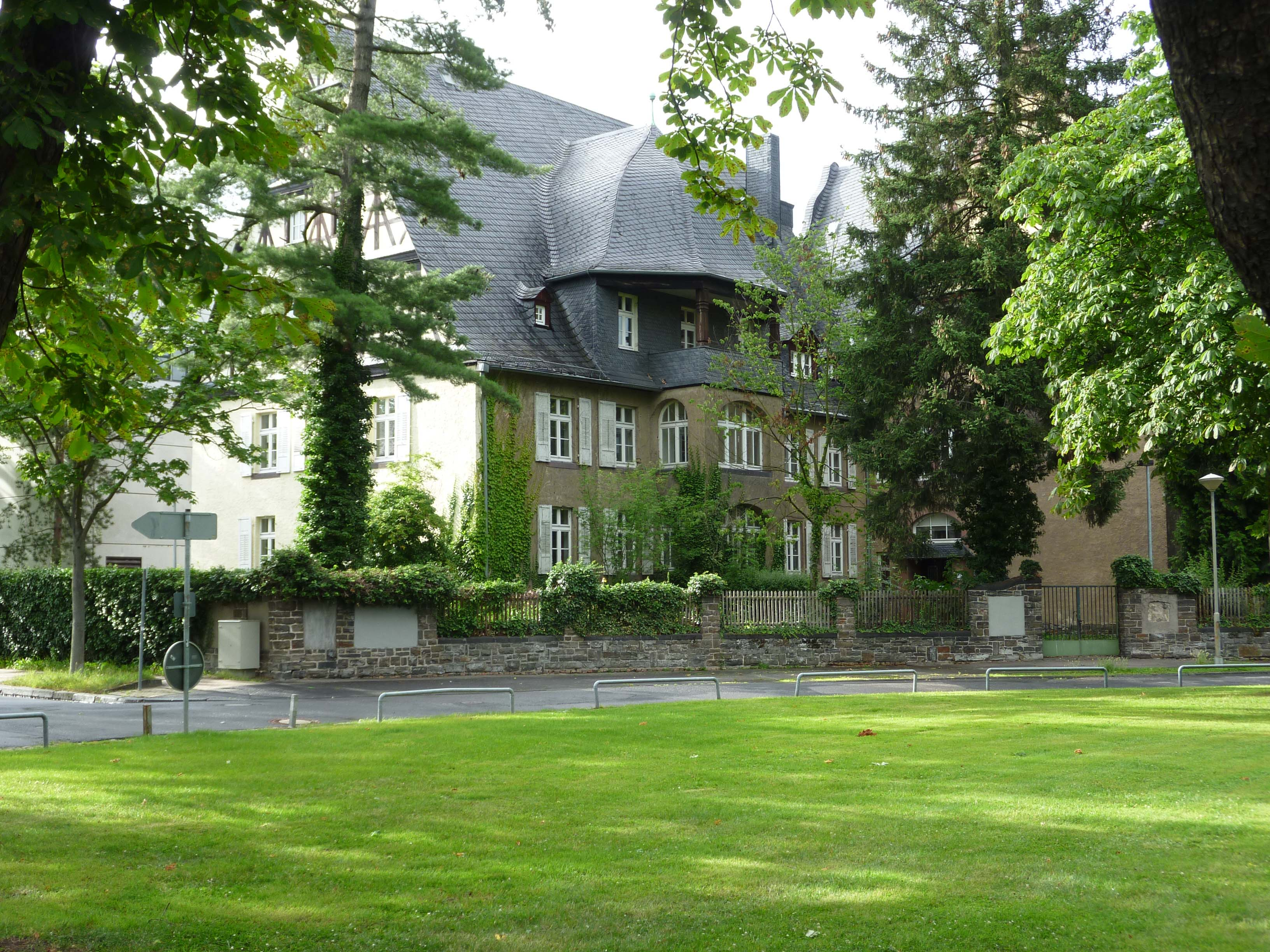
Haus in Koblenz-Oberwerth, Rheinau

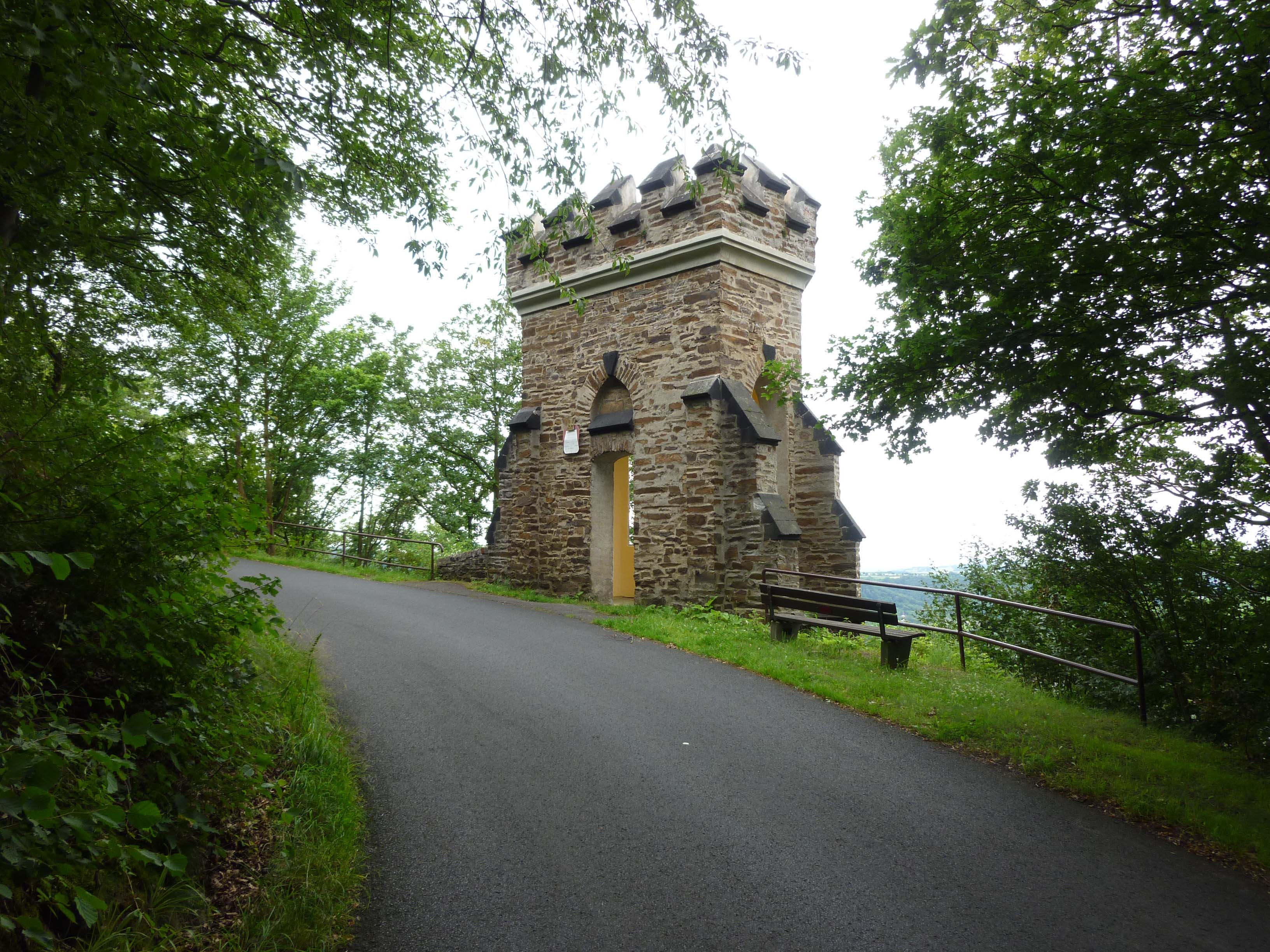
Carolaturm in Koblenz-Lay

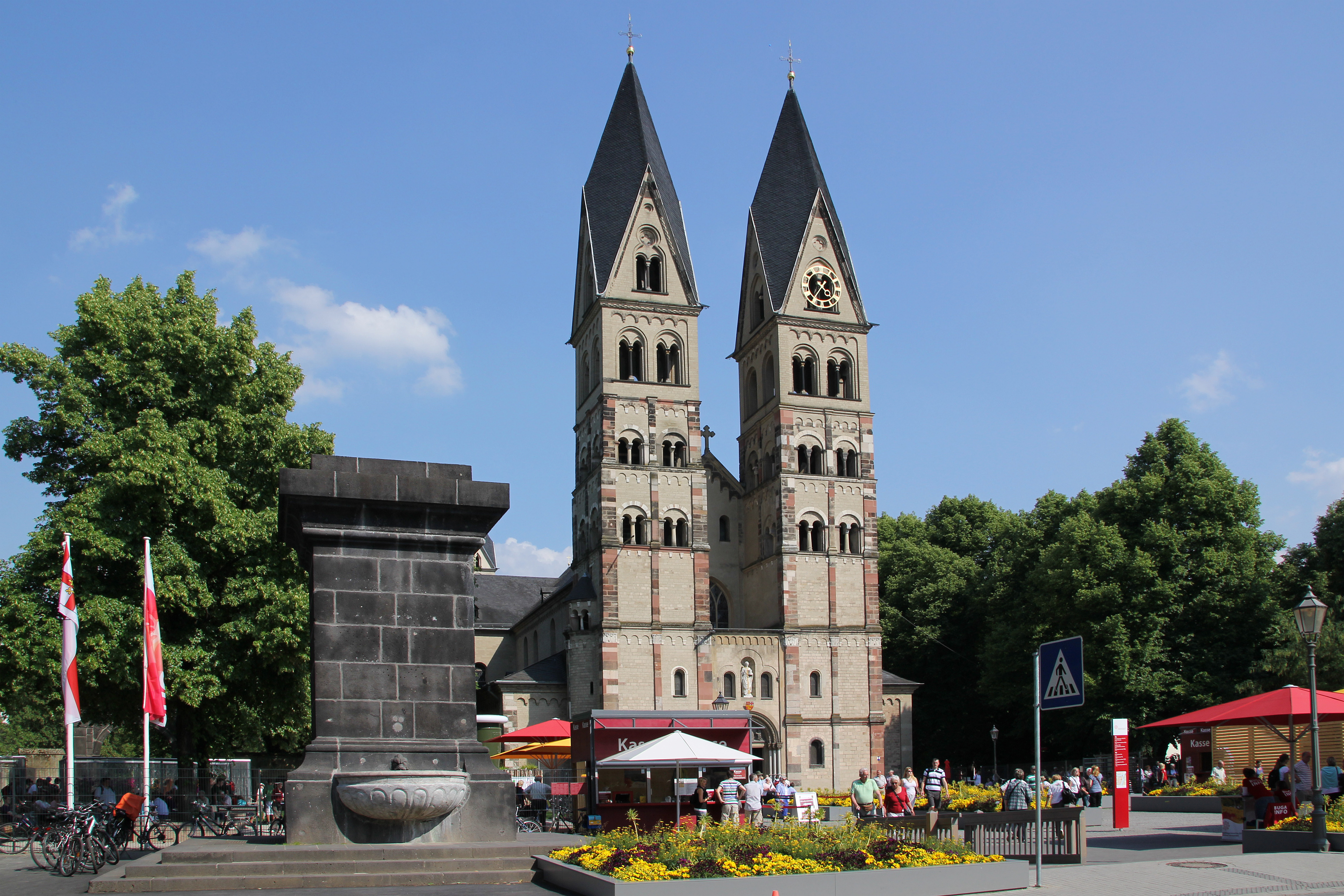
St. Kastor Koblenz

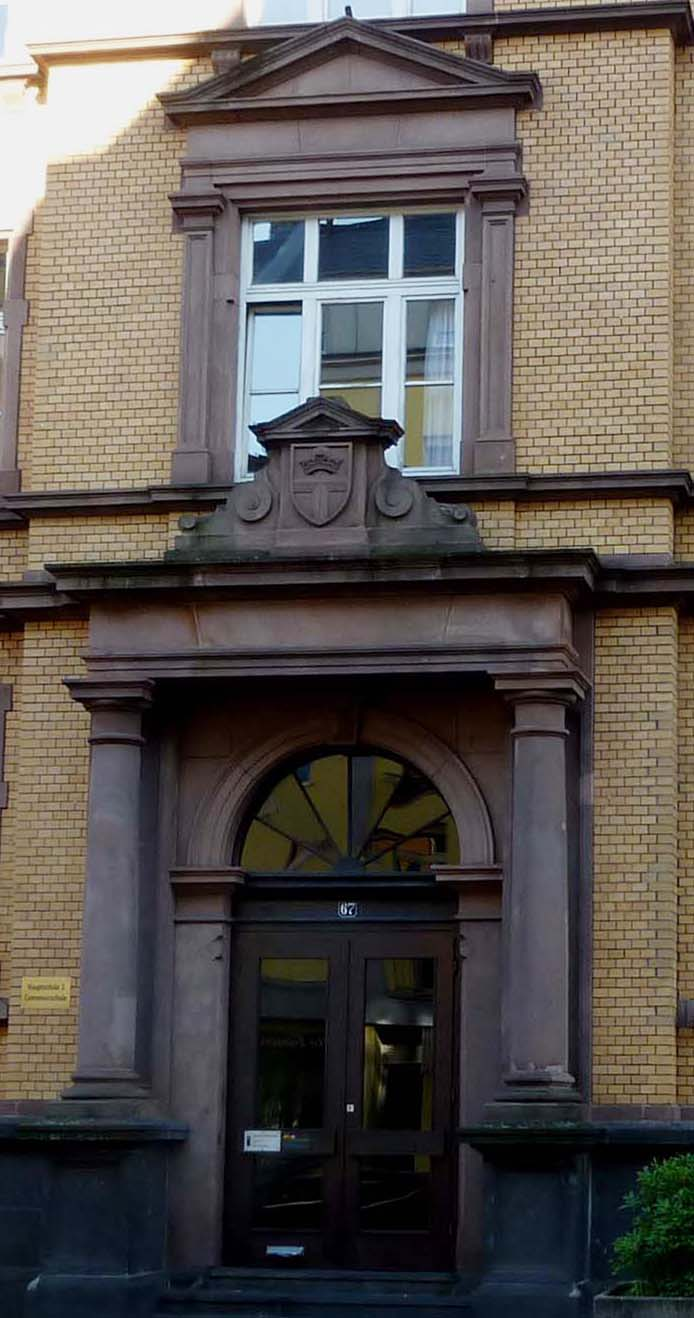
Portal Schulgebäude Hohenzollernstr.67

F. W. L. Mäckler war der oberste Baubeamte der Stadt Koblenz, unmittelbar dem Oberbürgermeister unterstellt. Mit wenigen Ausnahmen war der Stadtbaurat sowohl für Planerstellung wie auch Ausführung der Gebäude verantwortlich. Seine Neubauten wurden zumeist in den zeitgemäßen Stilen der Neorenaissance oder der Neugotik ausgeführt. Sein Aufgabenbereich war durch die Stellenbeschreibung vom 10. März 1884 festgelegt worden. Es umfasste folgende Bereiche:
- Hoch- und Tiefbau
- Stadtentwässerung
- Hafen
- Städtische Forsten
- Friedhöfe
- Städtische Liegenschaften
- Entfestigung und Erweiterung der Stadt
- Eisenbahn- und Brückenbau
- Straßenbahn

Im Einzelnen waren es folgende Projekte:
- 1888/1890: Städtischer Schlachthof (Überarbeitung des Vorentwurfs des kommissarischen Stadtbaumeisters Georg Breiderhoff für das öffentliche Schlachthaus und endgültige Ausführung)
- 1889: Dienstgebäude für das Städtische Eichamt an der Nagelsgasse
- 1889: Jugendherberge der Stadt Koblenz an der Nagelsgasse
- 1889/1890: Umgestaltung des Rheinkavaliers, der Rheinzollstraße, der Rhein- und Moselwerft, Bau des Wiegehäuschens am Florinsmarkt, Wiederherstellung des Schöffenhauses am Florinsmarkt und des südlichen Turms und des Chores der Liebfrauenkirche
- 1889/1896: Außenrestaurierung, Erneuerung des rechten Seitenflügels, Neubau der südlichen Seitenschiffsmauer und der Süd-Sakristei sowie Innenrestaurierung der katholischen Pfarrkirche St. Kastor (heute: Basilika)
- 1890/1891: Kornmagazin an der Eisenbahnstraße
- 1890/1891: Schenkendorfschule (Volksschule) und Wohnhaus Schenkendorfstraße 15
- 1890/1891: Umbauarbeiten am städtischen Bürgerhospital (Kapelle, Chor der alten Klosterkirche, neuer Verwaltungsbau in Neorenaissanceformen)
- 1890–1893: Restaurationsgebäude auf dem Rittersturz
- 1891/1892: Renovierung der Trinkhalle in den Kaiserin-Augusta-Anlagen, Instandsetzung des Stadttheaters, Entwässerung der städtischen Gymnasialgebäude (Rathaus), Neubau des Oberförster-Gebäudes am Kastorhof und des Landgerichts
- 1892/1893: Dampfkran am Freihafen, Einrichtung einer Abdeckerei, Triumphbogen in der Schlossstraße zum Empfang Kaiser Wilhelms II., Friedenspulvermagazin, steinerner Unterbau für das Rizzadenkmal
- 1893/1894: Hohenfelder Schule an der Löhrstraße, Planungen in der „Bahnhofsfrage“ zum Neubau eines Hauptbahnhofs
- 1894: Wirtschaftsgebäude für die Rheinanlagen (heute: Wohnhaus Adamsstraße 5)
- 1894/1895: Volksbrausebad im Bassenheimer Hof, Umbau des alten Gymnasiums zum Rathaus
- 1895/1896: Städtisches Gaswerk in Rauental, Volksschule in Koblenz-Neuendorf
- 1895/1896 und 1905/1906: Bau und Umbau der Hohenzollernschule (Volksschule Hohenzollernstraße 67)
- 1895/1896: Carolaturm am Steilabfall zur Mosel im heutigen Stadtteil Koblenz-Lay
- 1896/1897: Werftbahn
- 1898/1900: Restaurierungsarbeiten an der Alten Burg
- 1901/1903: Bauleitung am Josefinenstift in Koblenz-Lützel
- 1901/1903: Thielenschule (Volksschule)
- 1902: Steuerhäuschen vor dem Hauptbahnhof
- 1904: Pumpstation II des Städtischen Wasserwerks, Jahnstraße 42
- 1904: Erweiterung des Restaurationsgebäudes auf dem Rittersturz
- 1905: Dienstvilla des Wasserwerkdirektors, Jahnstraße 40 (um 1980 abgerissen)
- 1905/1907: Hauptplanung und Bauleitung für das Städtische Realgymnasium mit Realschule (zwischenzeitlich Kaiser-Wilhelm Gymnasium, heute Eichendorff-Gymnasium)
- 1911/1913: Nutzviehhalle auf dem Städtischen Schlachthof
- 1912/1913/1915: Bauleitung für das Verwaltungsgebäude im Bereich des Alten Schulbaus und der Aula des ehemaligen Jesuitenkollegs (nach Plänen von Friedrich Neumann; heute Rathausgebäude mit historischem Rathaussal)

Eine besondere Aufgabe war die Untersuchung und teilweise Aufnahme der seinerzeit noch erhaltenen Reste der mittelalterlichen Koblenzer Stadtmauer, die Mäckler auf Bitten des Koblenzer Archivars Max Bär unternahm, als dieser die erhaltenen Baurechnungen veröffentlichte.

### Nicht ausgeführte Entwürfe
- 1898: „Project-Skizze zur Errichtung einer Capelle mit Leichenhaus auf dem Coblenzer Kirchhofe“
- 1898: Entwurf zur Städtischen Festhalle am Rhein (aus Kostengründen nicht ausgeführt)

## Auszeichnungen
Mäckler wurde während seiner Dienstzeit für außergewöhnliche Leistungen mit zwei Orden bedacht: 1901 erhielt er den preußischen Roten Adler-Orden IV. Klasse als Dank und Anerkennung für die Wiederherstellung der Stadt zur Zierde gereichenden alten historischen Burg an der Mosel. Außerdem erhielt er das badische Ritterkreuz II. Klasse des Ordens vom Zähringer Löwen. Im Zusammenhang mit dem Neubau des Städtischen Realgymnasiums wurde ihm der Ehrentitel (Königlicher) Baurat verliehen.
Zahlreich waren die Nachrufe nach Mäcklers Tod am 18. Dezember 1913, in denen seine Lebensleistung für seine Vaterstadt und seine Persönlichkeit gewürdigt wurden, vor allem in der Trauerfeier in der Stadtverordnetenversammlung, die alle Anwesenden stehend anhörten.
Allerdings geriet Friedrich Wilhelm Ludwin Mäckler im Laufe der Zeit in Vergessenheit, worauf der Koblenzer Bauhistoriker Udo Liessem im Jahre 1981 mit folgenden Worten hinwies: „Friedrich Wilhelm Maeckler, Königlicher Baurat und Stadtbaurat in Koblenz (25. September 1852 bis 18. Dezember 1913) ist heute ein zu Unrecht vergessener, wichtiger Architekt, der das Stadtbild von Koblenz in der städtebaulich so bedeutsamen Zeit nach der Reichsgründung entscheidend mitgestaltet hat. Nur wenige seiner Arbeiten sind bisher publiziert …“
Für die bisher geringe Bekanntheit dieses Stadtbaurats sind wohl mehrere Gründe verantwortlich: Zunächst war es sicherlich sein Charakter, der durch persönliche Bescheidenheit geprägt war. Dies zeigt sich auch in der geringen Menge an publizierten Arbeiten. Ziemlich ausschlaggebend war auch der bis auf wenige Dokumente fast völlige Verlust des persönlichen Nachlasses Mäcklers, darunter die gänzliche Zerstörung einschließlich des gesamten Inventars Mäckler'scher Häuser und Wohnungen im Zweiten Weltkrieg. Dies hat zur Folge, dass bis heute weder bei den Nachkommen noch in städtischen und staatlichen Archiven ein Foto (oder Gemälde) des Stadtbaurates aufgefunden werden konnte. Ein einziger Hinweis ist geblieben: Friedrich Wilhelm Ludwin Mäckler soll von eher kleiner Statur gewesen sein.

## Schriften
Die Zahl der bisher bekannten Publikationen Mäcklers ist gering. Bei der Fülle der Aufgaben eines Stadtbaurates war vermutlich für weitere Veröffentlichungen keine Zeit.
- Koblenz. Wiederherstellung der kurfürstlichen Burg. In: Bericht über die Thätigkeit der Provinzialkommission für die Denkmalpflege in der Rheinprovinz und den Provinzialmuseen zu Bonn und Trier, 5. Jahrgang 1900, S. 41–54.
- Bericht des Stadtbaurates Maeckler über die Wiederherstellung der kurfürstlichen Burg. In: Bonner Jahrbücher, 106. Jahrgang 1901, S. 159.
- Das Haus zum schwarzen Bären. In: Mitteilungen des Rheinischen Vereins für Denkmalpflege und Heimatschutz, 2. Jahrgang 1908, Heft 2, S. 84 f. (mit Tafel VI)